# کفش پاشنه‌بلند (فیلم ۱۹۱۸)
کفش پاشنه‌بلند (انگلیسی: High Heels) یک فیلم است که در سال ۱۹۱۸ منتشر شد. فیلم استرالیایی ۱۹۱۸ به کارگردانی پی جی رامستر.